# 阿貴 (東漢)
阿貴（？—214年），東漢末年興國氐王，與百頃氐王楊千萬各有數萬支部落。建安十六年（211年）隨馬超舉兵反曹操，潼關之戰後，阿貴為夏侯淵率軍攻滅，所領興國亦被屠城。